# Swing Shift Maisie
Swing Shift Maisie is een Amerikaanse filmkomedie uit 1943 onder regie van Norman Z. McLeod.

## Verhaal
Maisie is een jonge vrouw uit Brooklyn. Tijdens de oorlog gaat ze aan de slag in een fabriek waar vliegtuigen worden geassembleerd. Maisie laat haar oog vallen op de knappe piloot Breezy McLaughlin. Hij is echter verliefd op haar kamergenoot Iris. Breezy ziet niet in dat Iris misbruik maakt van hem. Maisie zal hem daarvan moeten overtuigen.

## Rolverdeling
- Ann Sothern: Maisie Ravier
- James Craig: Breezy McLaughlin
- Jean Rogers: Iris Reed
- Connie Gilchrist: Maw Lustvogel
- John Qualen: Horatio Curley
- Kay Medford: Ann Wilson
- Harry Wiere: Harry Schmitt
- Herbert Wiere: Herbert Schmitt
- Sylvester Wiere: Sylvester Schmitt
- Jacqueline White: Grace
- Betty Jaynes: Ruth
- Frederick Brady: Judd Evans
- Marta Linden: Emmy Lou Grogan
- Celia Travers: Helen Johnson
- Donald Curtis: Joe Peterson